# Syning
Syning er et håndværk der bruges til at sammenføje eller fastgøre genstande ved hjælp af sømme lavet med en nål og tråd. Syning er en af de ældst kendte former for tekstilkunst, der er opstået i arkæologisk tid. Før opfindelsen af spinding af garn eller vævning af stof, mener arkæologer, at stenalderfolk overalt i Europa og Asien syede pels- og hudtøj ved hjælp af nåle med ben, gevir eller elfenben og "tråd" lavet af forskellige kropsdele fra dyr, inklusive sener, tarme og blodårer.
- Suffragetten Alice Paul i gang med et syarbejde
- Militært sysæt som del af det tyske Bundeswehrs standardudrustning